# Glinojeck (stacja kolejowa)
Glinojeck – kolejowa stacja towarowa w Zygmuntowie, w województwie mazowieckim, w Polsce.